# Onobrychis arenaria
Sainfoin des sables, Esparcette des sables
Espèce
Classification phylogénétique
Onobrychis arenaria, le sainfoin des sables ou esparcette des sables est une espèce de plantes à fleurs de la famille des Fabaceae. C'est une plante herbacée.
Le sainfoin des sables est étroitement apparenté au sainfoin commun (Onobrychis viciifolia), utilisé dans les cultures d'Europe centrale. Il s'en distingue par des fleurs plus courtes, une hampe florale plus longue et étirée, et des feuilles plus étroites ; mais dans les régions où les deux espèces cohabitent, il n'est guère facile de les distinguer. Cela tient à la grande variabilité du sainfoin, et aussi au fait que les deux espèces forment des hybrides viables.